# Calocheiridius rhodesiacus
Calocheiridius rhodesiacus es una especie de arácnido del orden Pseudoscorpionida de la familia Olpiidae. Presenta las subespecies: Calocheiridius rhodesiacus fuliginosus y Calocheiridius rhodesiacus rhodesiacus.

## Distribución geográfica
Se encuentra en Zimbabue.